# Roodevälja
Roodevälja är en ort i Estland. Den ligger i Rakvere kommun och landskapet Lääne-Virumaa, i den centrala delen av landet, 90 km öster om huvudstaden Tallinn. Roodevälja ligger 71 meter över havet och antalet invånare är 158.
Terrängen runt Roodevälja är platt. Runt Roodevälja är det tätbefolkat, med 913 invånare per kvadratkilometer. Närmaste större samhälle är Rakvere, 2,7 km söder om Roodevälja. Omgivningarna runt Roodevälja är en mosaik av jordbruksmark och naturlig växtlighet.